# Publius Lucius Cosconianus
Publius Lucius Cosconianus war ein im 2. Jahrhundert n. Chr. lebender römischer Politiker.
Durch Militärdiplome ist belegt, dass Vero am 1. Juni 125 zusammen mit Quintus Vetina Verus Suffektkonsul war.